# 353

## Починали
- Теодор Студит
- 11 август – Магненций, Римски император